# جيمس غيليت
جيمس غيليت هو محامي وسياسي أمريكي، ولد في 20 سبتمبر 1860 في فيروكوا في الولايات المتحدة، وتوفي في 20 أبريل 1937 في بيركيلي في الولايات المتحدة. نشط حزبياً في الحزب الجمهوري. وقد انتخب حاكم كاليفورنيا (9 يناير 1907 – 3 يناير 1911) وانتخب عضو مجلس ولاية كاليفورنيا ‏ وانتخب عضو مجلس النواب الأمريكي.